# 华中雪枫大学旧址
华中雪枫大学旧址，位于江苏省扬州市高邮市，是中华人民共和国江苏省文物保护单位之一。
2011年12月30日，授予江苏省文物保护单位，是一座近现代重要史迹及代表性建筑。